# 성합

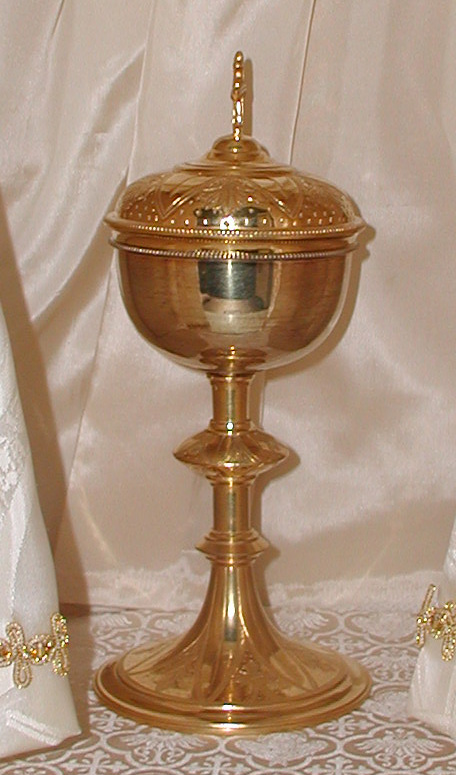
성합

성합(聖盒, 라틴어: Ciborium) 또는 성반은 기독교에서 성찬 전례를 거행할 때에 쓰는 제구(祭具)의 하나이다. 성합은 고대 그리스와 로마 시대에 사용한 커다란 잔에서 유래한 것으로, 성찬 예식에서 신자들의 영성체를 위하여 성체를 분배하기 위한 목적으로 사용되거나 감실 안에 성체를 보관하기 위한 용도로 사용하는 용도로 쓰이고 있다.
성합의 기본 형태는 성작의 형태와 유사하지만, 원뿔형인 성작보다는 그릇의 형태가 더 둥글고 위에 작은 십자가가 부착된 뚜껑이 달려 있다. 초대 교회 시대에는 성체에 대한 경외심이 지나쳐 성찬례가 잘 이루어지지 않았다. 그리하여 가정마다 성합이 기본적으로 있었는데, 이는 병자를 위한 노자성체를 곧바로 행하기 위해서였다. 중세 시기에 성체에 관한 신심이 커지자 성합의 크기도 점차 커져 다리와 받침대가 달린 형태로 발전하였고, 오늘날에는 미사 중 성찬례에서 축성한 작은 성체들을 신자들에게 분배하기 위한 목적으로 사용된다. 또한, 축성된 성체를 보관하기 위한 용도로 미사를 집전하지 않는 평상시에는 각 성당의 감실 안에 들어있다. 성합은 성체를 분배하는 기능적 용도에 중점을 두어 단순한 형태와 단단한 재질로 만들어지며, 역시 성작과 마찬가지로 ‘거룩한 그릇’으로서 성체가 닿는 면은 도금해야 하고 축성하여야 한다.

## 같이 보기
- 감실
- 미사
- 성작
- 성체
- 성체함